# Plóshchad Revolutsii (Metro de Moscú)
Plóschad Revolutsii (en ruso: Площадь Революции, "Plaza de la Revolución") es una estación del metro de Moscú, de la línea Arbatsko-Pokróvskaya. Se encuentra en la Plaza de la Revolución, entre las estaciones Kúrskaya y Arbátskaya. Está ubicada en el territorio del distrito Tverskoy del Ókrug administrativo Central de Moscú. Es una estación de base profunda pilón con tres bóvedas. 
Fue abierta el 13 de marzo de 1938 como una parte del tramo Calle del Komintern (actualmente Aleksándrovski Sad) – Kúrskaya (segunda fase de construcción). Es la obra del arquitecto A.N. Dushkin y pertenece a los objetos del patrimonio cultural detectados. La estación obtuvo su nombre gracias a la plaza con el mismo nombre (que antes del 1918 fue denominada como Voskresénskaya, del ruso “Voskresenie”, Resurrección). Por un pasillo subterráneo está comunicada con la estación Teatrálnaya y tiene con esta el mismo vestíbulo.

## Historia
La historia de planificación de la estación está relacionada con la historia de la construcción del tramo Pokrovski del Metro de Moscú, que debía empezar cerca de la Biblioteca Lenin y finalizar en Izmáilovo. El trazado del tramo se cambió varias veces. Según los proyectos del año 1932, se planeaba construir una estación entre las estaciones Ilyínskie Vorota y Biblioteca Lenin llamada Krásnaya plóschad que se encontraría bajo la plaza homónima (en ruso, Красная площадь, “Plaza Roja”). Además aquí pensaban ubicar un intercambiador entre tres líneas del metro: Arbatsko-Pokróvskaya, Tagansko-Tverskaya y Dzerzhinsko-Zamoskvorétskaya. 
En 1934, tomaron la decisión de no construir el intercambiador bajo la Plaza Roja y ejecutarlo hacia la Plaza Teatrálnaya. En el mismo año en los planos por primera vez aparece la estación Plóschad Revolutsii. Pensaban construirla entre las estaciones Biblioteca Lenin (originariamente Calle del Komintern) y Ilyínskie Vorota y comunicarla con un ramal de la primera fase de construcción  (Calle del Komintern –  Smolénskaya). Posteriormente la estación Ilyínskie Vorota y la siguiente, Pokróvskie Vorota, fueron excluidas del plan.
El concurso de diseño de la estación fue ganado por el arquitecto A.N. Dushkin. La construcción de la segunda fase empezó en 1935. La estación fue abierta el 13 de marzo de 1938 como parte del tramo Calle del Komintern – Kúrskaya. Los trenes de la nueva línea del Metro de Moscú seguían desde la estación Kíevskaya hasta la estación Kúrskaya.
En 1946, construyen un pasillo de transbordo hacia la estación Teatrálnaya. El 21 de diciembre de 1974, se abre el vestíbulo Este situado en el callejón Bogoyávlenski. En 1974, aparece un pasillo subterráneo adicional que conduce a la estación Teatrálnaya.
Tras la caída de una bomba en el túnel de poca profundidad Arbátskaya –  Smolénskaya en el año 1941, se hizo evidente la falta de seguridad en este tramo que tenía un papel estratégico. Por tanto lo sustituyeron por otro, más profundo. 
Desde el 25 de junio de 2002 hasta el 25 de diciembre de 2003, el vestíbulo Oeste fue cerrado debido a la sustitución de las escaleras mecánicas hechas en 1938.
A partir de marzo de 2007, en la estación Plóschad Revolutsii se ofrece el servicio de acceso a Internet de forma inalámbrica (Wifi).
Desde el 8 de diciembre de 2008 hasta el 29 de marzo de 2010, el vestíbulo Este fue cerrado para la reconstrucción. 

## Características técnicas
Es una estación de base profunda pilón (la profundidad de ubicación es 34 metros). Fue construida según el proyecto típico de la segunda fase del Metro de Moscú. La estación consta de tres túneles paralelos, la sección transversal de cada uno mide 9,5 metros. 
El ancho total del andén mide 22,5 metros, la distancia entre las vías es 25,4 metros. La bóveda tiene una altura de 5,3 metros. El andén se eleva 1,1 metro sobre la cabeza del carril. La longitud total del andén es de 155 metros. 
Bajo el andén central del túnel se encuentran los servicios, el lugar bajo las zonas laterales se usa para la ventilación.
Los túneles de las escaleras mecánicas están inclinados 30 grados respecto al horizonte. 
En los extremos de la sala de la estación y también en los pasillos del intercambiador están instaladas puertas herméticas. En el extremo Norte hay un estelo de emergencia.

## Vestíbulos

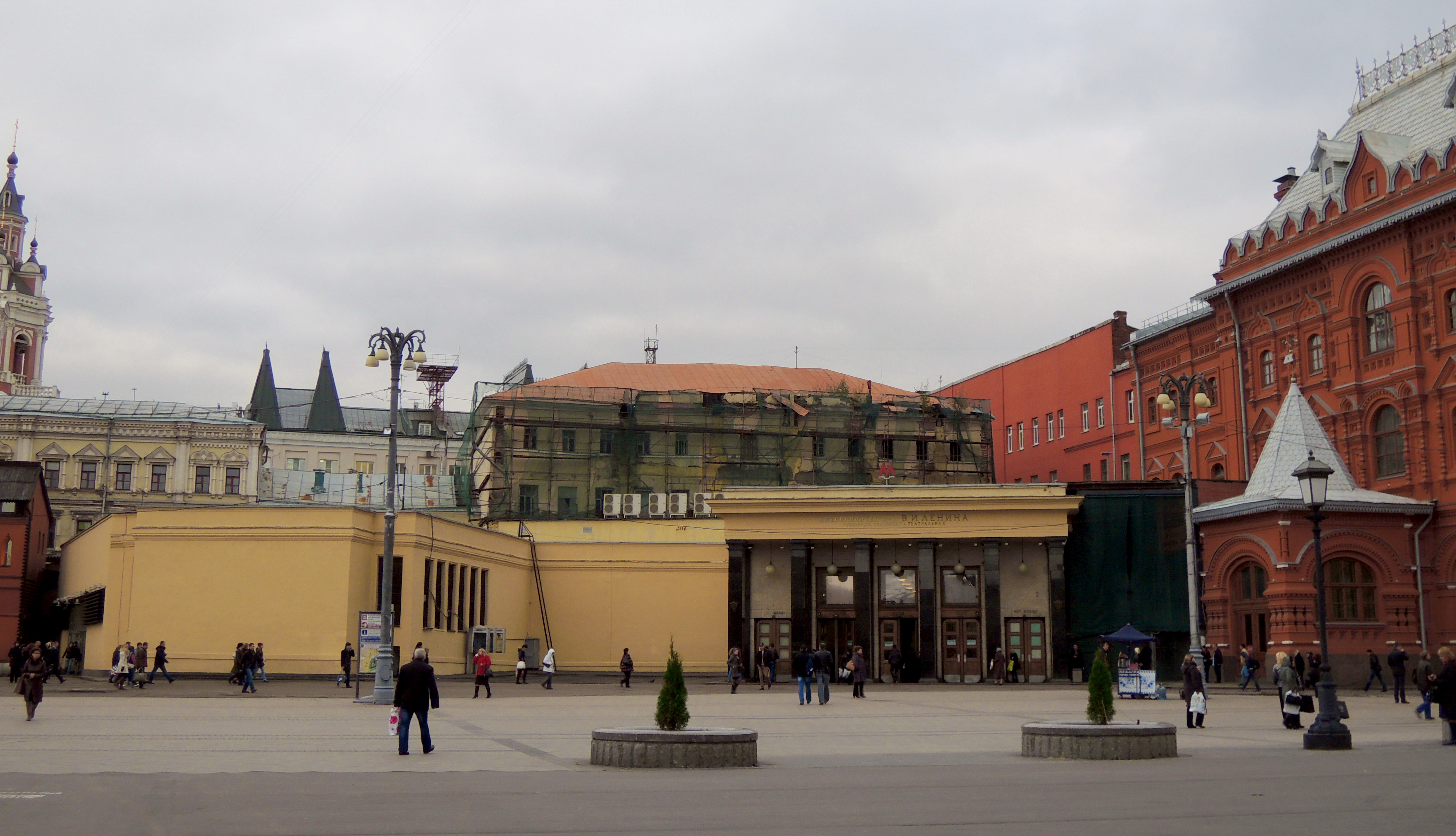
El vestíbulo de las estaciones Teatrálnaya y Plóschad Revolutsii

La estación tiene dos vestíbulos en la superficie. Por el Oeste también se realiza el acceso a la estación Teatrálnaya, está ubicado en la Plaza de la Revolución y fue abierto junto con la estación. 
Originariamente, planeaban que más tarde el vestíbulo sería empotrado en el edificio de la Sala de cine Académica Bolshói, que querían erigir enfrente del Teatro Bolshói. El vestíbulo fue proyectado así que no tuvieran que cerrarlo durante la construcción del cine (sin embargo, el proyecto de la Sala no fue realizado). Las paredes del vestíbulo están recubiertas de mármol oscuro Sadajlo y mármol amarillo oscuro Biuk Yankoy. El suelo está hecho de granito. En el vestíbulo está instalado el busto de Lenin. Por fuera está diseñado a modo de pórtico con seis columnas cuadradas. 
El vestíbulo Este fue abierto el 21 de diciembre de 1947 en el callejón Bogoyávlenski, está empotrado en la línea de los edificios (dirección: Bogoyávlenski pereúlok, 3/5, bloque 1в). Según el Plano general de reconstrucción de Moscú de 1935, querían realizar un replanteo del barrio que incluiría el levantar un edificio administrativo encima del vestíbulo y la construcción de la segunda salida hacia la calle Nikólskaya (el proyecto no fue realizado). El vestíbulo fue cerrado para la restauración el 8 de diciembre de 2008; lo abrieron el 29 de marzo de 2010 a mediodía, debido a los atentados que habían tenido lugar unas horas antes, la apertura solemne fue suspendida.

## Salas de estación
El arquitecto A.N. Dushkin presentó la temática de la revolución a través del conjunto esculturas y la arquitectura. Gracias a las arquivoltas falsas, el arquitecto consiguió disminuir visualmente los tamaños de los estribos. 
La sala central de la estación está iluminada por dos filas de lámparas con forma de disco colgadas en la bóveda y desplazadas hacia los pilones, del mismo modo están sujetadas las lámparas de las salas laterales. La bóveda de la estación fue realizada muy lacónicamente: es sencilla, lisa, recubierta con yeso blanco. 

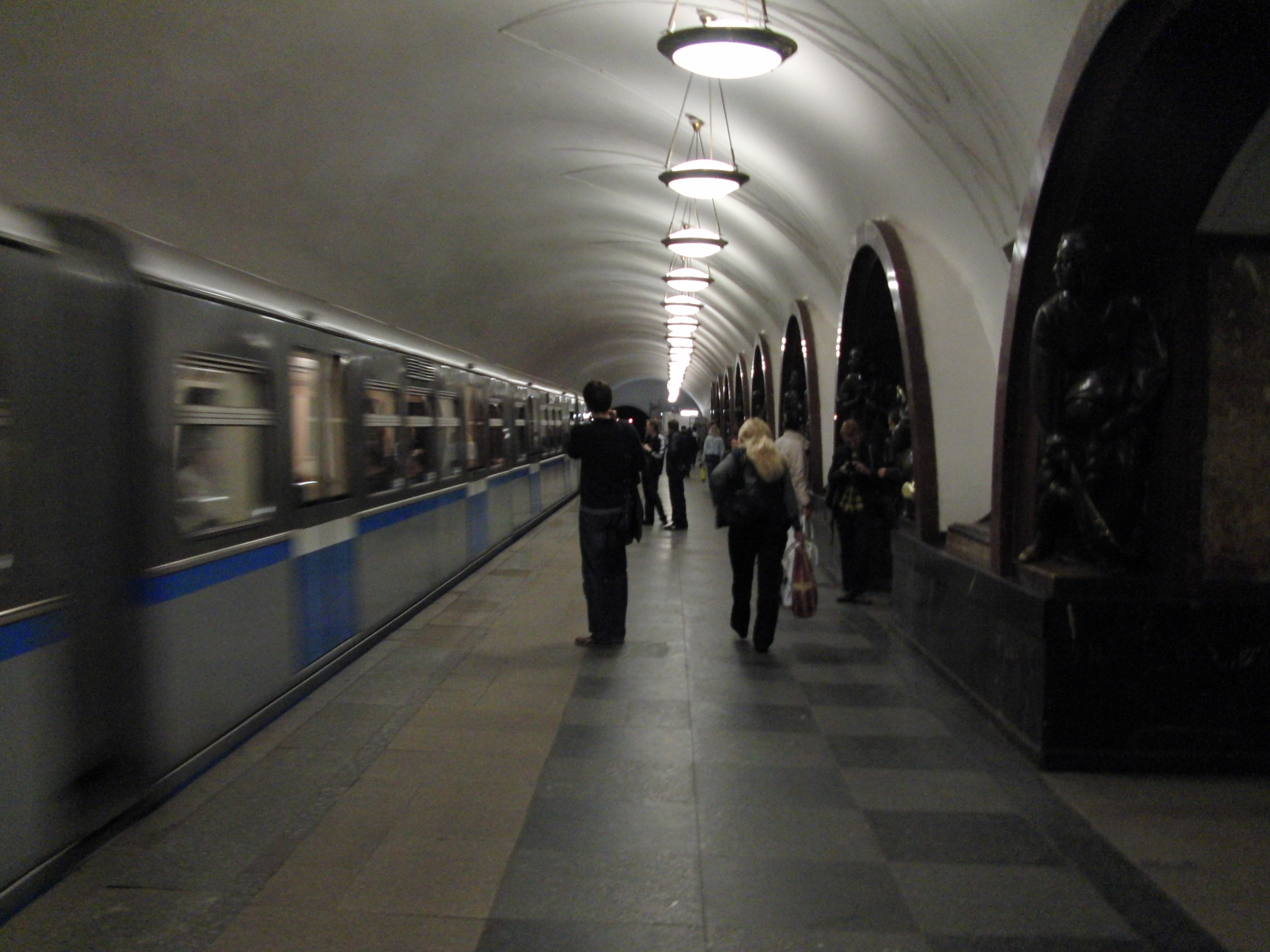
Sala lateral

Originariamente el suelo de la sala central fue embaldosado con piezas de mármol enteras cuadradas de colores gris claro y gris oscuro, más tarde este mármol fue sustituido por granito gris oscuro y gabro negro. Al principio los suelos de los andenes fueron revestidos de asfaltó que después fue cambiado a granito y labradorita.
Los arcos fueron esculpidos de bloques enteros de mármol y luego moldeados. Las arquivoltas se apoyan en basamentos de mármol negro con vetas doradas que se usan como pedestales para las esculturas. Los entrepaños de pilones están recubiertos con mármol rojo Shrosha, mármol gris azulado Ufaley y caliza marmórea de color amarillo sonrosado.

## Diseño escultural
Originariamente se planeaba que los rincones de los pilones serían decorados con bajorrelieves de contenido revolucionario. Los resultados del concurso de escultores no convinieron al arquitecto ni a la dirección del Metrostroy, por eso decidieron invitar a un escultor con mucha experiencia, M.G. Mánizer. Este ofreció instalar esculturas volumétricas en lugar de los bajorrelieves.
En los pedestales de rincones de los pilones están instaladas 76 figuras de bronce que representan la gente soviética. Las esculturas fueron hechas en el Taller de fundición artístico de Leningrado por un equipo bajo la dirección de M.G. Mánizer. Originariamente el número de esculturas alcanzaba 80, pero en 1947, debido a la instalación de las puertas herméticas delante de la salida Este, cuatro de ellas fueron desmontadas. En total, en la estación hay 20 diferentes imágenes (de las que 18 se repiten 4 veces y 2 dos veces). 
En el año 1941, las esculturas fueron evacuadas a Asia Central, las devolvieron en 1944, pero durante la evacuación estas fueron dañadas: se conservaron solamente las partes separadas (unos brazos, troncos, cabezas, armas u otros detalles). Sin embargo, gracias a que cada composición escultural se repetía cuatro veces, lograron recuperar totalmente todas las esculturas.
Las esculturas están instaladas cronológicamente desde los acontecimientos de octubre de 1917 hasta el diciembre de 1937.
- Arco I
  - Obrero revolucionario con fusil y granada
  - Soldado revolucionario con fusil

- Arco II
  - Campesino en lapti (alpargatas rusas)
  - Marinero revolucionario con revólver

- Arco III
  - Una paracaidista de DOSAAF
  - Marinero señalero del acorazado Marat

- Arco IV
  - Tiradora Voroshílovski strelok (un título e insignia) con rifle de aire comprimido
  - Guardián fronterizo con perro

- Arco V
  - Un estajanovista con martillo neumático
  - Ingeniero joven

- Arco VI
  - Avicultora con gallo y gallina
  - Cultivador de cereales, realizando la mecanización

- Arco VII
  - Un estudiante
  - Una estudiante con libro

- Arco VIII
  - Lanzadora de disco
  - Un futbolista

- Arco IX
  - Padre con niño
  - Madre con niño

- Arco cegado (las esculturas están instaladas solamente del lado del andén)
  - Pioneros modelistas de aviones
  - Pioneras geógrafas

Todas las esculturas fueron aprobadas por Iósif Stalin.
Las esculturas de la estación Plóschad Revolutsii tienen fama de poseer unas cualidades mágicas debido a que existen unas creencias populares. Por ejemplo, si uno por la mañana temprano toca el banderín del señalero, en este día tendrá suerte. La misma creencia apareció respecto al revólver del marinero revolucionario, por eso lo roban a menudo. A las personas que van a una cita les aconsejan tocar el zapatito de la chica de bronce, pero en ningún caso se puede frotar al gallo o tocar su pico. Los estudiantes dicen que para aprobar un examen hay que frotar la nariz del perro de bronce del guardián de fronteras, por esta razón la capa de bronce se hizo más fina y actualmente las narices y una parte de hocico de todos los perros están frotadas hasta tal punto que brillan.

## Transbordos

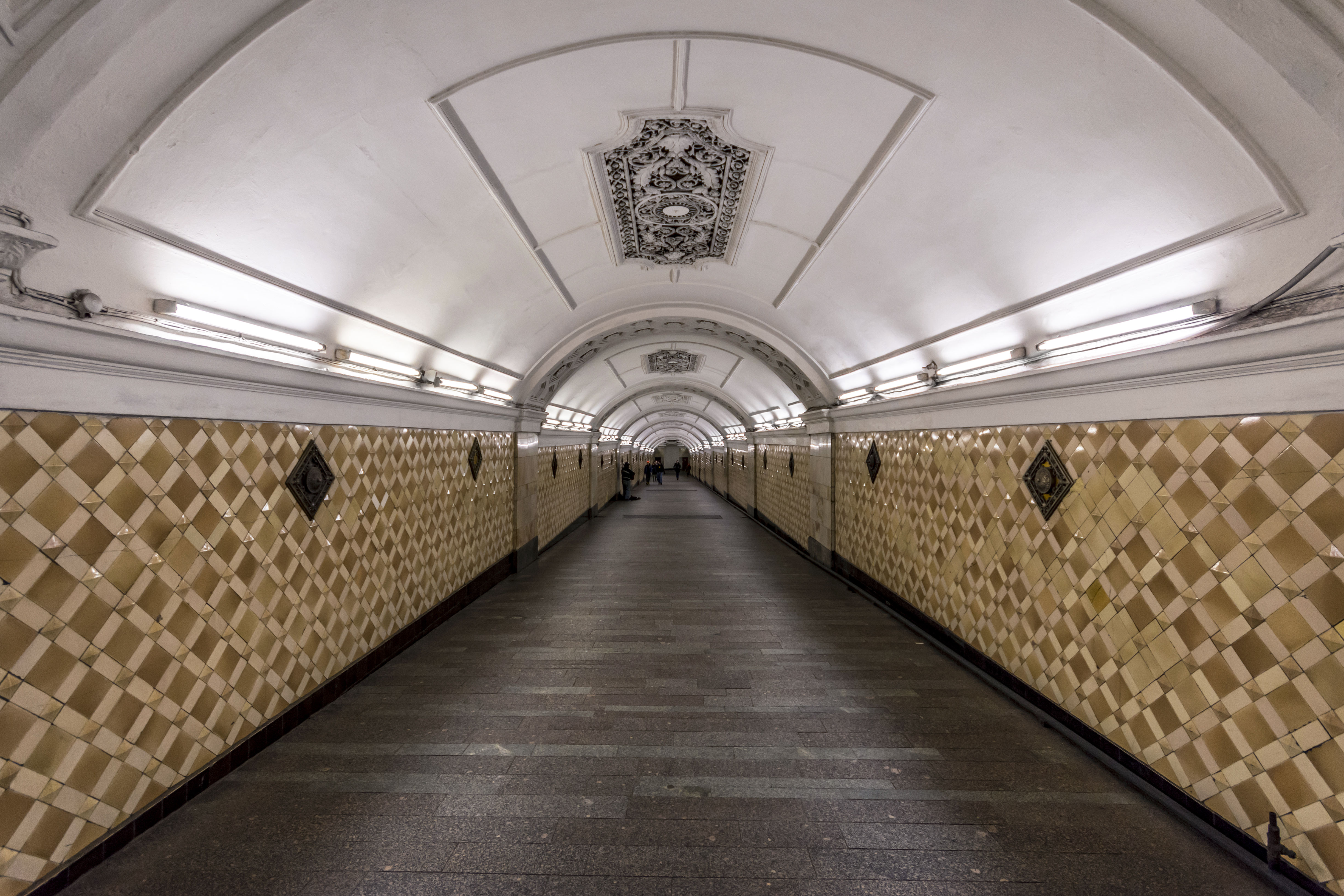
Pasillo de transbordo entre las estaciones Plóschad Revolutsii y Teatrálnaya

La estación Plóschad Revolutsii está comunicada con la estación Teatrálnaya por un pasillo subterráneo que fue abierto el 9 de mayo de 1946, su diseño está dedicado al tema de la Victoria, el arquitecto es N.N. Andrikanis. En 1974 fue construido el segundo pasillo. 
Los flujos de transbordo fueron separados. Actualmente el primer pasillo se utiliza solamente para el transbordo de la línea Arbatsko-Pokróvskaya a la línea Zamoskvorétskaya, y el segundo se usa para el transbordo solo en la dirección opuesta.
Aunque el intercambiador incluye también la estación Ojotny Riad de la línea Sokólnicheskaya, esta no tiene un transbordo directo a la estación Plóschad Revolutsii (el transbordo se puede realizar solamente a través de la estación Teatrálnaya).

## Horarios
Los vestíbulos este y oeste se abren al público a las 5:30 y se cierran a la 01:00.

## La estación Plóschad Revolutsii en la cultura
La estación Plóschad Revolutsii se menciona en la novela postapocalíptica  de Dmitri Glujovski Metro 2033. Según el libro, la estación pertenece a la Unión de las Estaciones Socialistas Soviéticas del Metro de Moscú, con más frecuencia llamada como La línea Roja.